# Penny Johnson (tennis)
Pour les articles homonymes, voir Johnson et Penny Johnson.
Penny Johnson (née le 26 août 1955) est une joueuse de tennis américaine, professionnelle à la fin des années 1970 et début 1980.

## Palmarès

### Titre en simple dames
Aucun

### Finale en simple dames
Aucune

### Titre en double dames
| No | Date       | Nom et lieu du tournoi     | Catégorie      | Dotation | Surface         | Partenaire     | Finalistes            | Score         |          |
| -- | ---------- | -------------------------- | -------------- | -------- | --------------- | -------------- | --------------------- | ------------- | -------- |
| 1  | 22-10-1979 | Hit-Union Japan Open Tokyo | Colgate Series | 35 000 $ | Moquette (int.) | Betsy Nagelsen | Yu Li-Qiao Chen Chuan | 3-6, 6-4, 7-6 | Parcours |

### Finales en double dames
| No | Date       | Nom et lieu du tournoi                   | Catégorie | Dotation  | Surface      | Vainqueures                 | Partenaire    | Score    |          |
| -- | ---------- | ---------------------------------------- | --------- | --------- | ------------ | --------------------------- | ------------- | -------- | -------- |
| 1  | 06-08-1979 | US Clay Court Championships Indianapolis |           | 100 000 $ | Terre (ext.) | Kathy Jordan Anne Smith     | Paula Smith   | 6-1, 6-0 | Parcours |
| 2  | 03-11-1980 | Seiko Classic Hong Kong                  |           | 50 000 $  | Terre (ext.) | Wendy Turnbull Sharon Walsh | Silvana Urroz | 6-1, 6-2 | Parcours |

## Parcours en Grand Chelem

### En simple
N'a jamais participé à un tableau final.

### En double dames
| Année | Open d'Australie (janvier) | Open d'Australie (janvier) | Internationaux de France   | Internationaux de France | Wimbledon                    | Wimbledon                | US Open                     | US Open                     | Open d'Australie (décembre) | Open d'Australie (décembre) |
| ----- | -------------------------- | -------------------------- | -------------------------- | ------------------------ | ---------------------------- | ------------------------ | --------------------------- | --------------------------- | --------------------------- | --------------------------- |
| 1979  | n/a                        | n/a                        | -                          | -                        | -                            | -                        | 1/4 de finale Paula Smith   | B. J. King Navrátilová      | -                           | -                           |
| 1980  | n/a                        | n/a                        | -                          | -                        | 2e tour (1/16) S. Margolin   | Kim Jones Lindsay Morse  | 1er tour (1/32) Rayni Fox   | Greer Stevens Virginia Wade | -                           | -                           |
| 1981  | n/a                        | n/a                        | 2e tour (1/16) I. Villiger | S. Margolin Anne White   | 1er tour (1/32) Peanut Louie | M. L. Piatek Wendy White | 1er tour (1/32) Lucy Gordon | Kim Jones Beth Norton       | -                           | -                           |
| 1982  | n/a                        | n/a                        | -                          | -                        | -                            | -                        | 1er tour (1/32) L. Giussani | Lucy Gordon P. Murgo        | -                           | -                           |

Sous le résultat, la partenaire ; à droite, l’ultime équipe adverse.

### En double mixte
| Année | Open d'Australie (janvier), | Open d'Australie (janvier), | Internationaux de France      | Internationaux de France  | Wimbledon | Wimbledon | US Open                    | US Open                     | Open d'Australie (décembre), | Open d'Australie (décembre), |
| ----- | --------------------------- | --------------------------- | ----------------------------- | ------------------------- | --------- | --------- | -------------------------- | --------------------------- | ---------------------------- | ---------------------------- |
| 1979  | n/a                         | n/a                         | -                             | -                         | -         | -         | 1er tour (1/16) Gene Malin | A. M. Fernández Scott Davis | n/a                          | n/a                          |
| 1980  | n/a                         | n/a                         | -                             | -                         | -         | -         | 2e tour (1/8) R. Van't Hof | C. Reynolds Steve Denton    | n/a                          | n/a                          |
| 1981  | n/a                         | n/a                         | 1er tour (1/16) Haroon Ismail | B. Nagelsen Ricardo Ycaza | -         | -         | -                          | -                           | n/a                          | n/a                          |

Sous le résultat, le partenaire ; à droite, l’ultime équipe adverse.